# Washandje

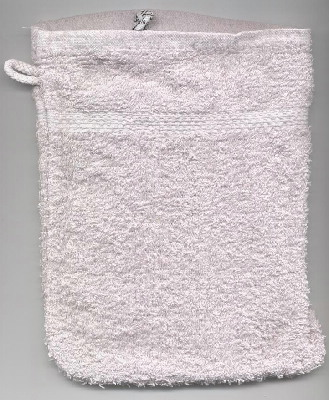
Washandje

Een washandje is een lapje badstof in de vorm van een zakje waar de hand in past. Het wordt gebruikt als hulpmiddel bij het wassen van het lichaam, bijvoorbeeld om zeep op het lichaam aan te brengen en daarna (met een uitgespoeld washandje) weer te verwijderen. Ook kan het worden gebruikt voor het opfrissen van het gezicht. Vervolgens wordt meestal een handdoek gebruikt om het lichaam af te drogen.
Een washandje is met name handig voor wie zich wast aan een wastafel en niet te veel water wil verbruiken of het water morsen wil beperken. Verder is de washand een goed hulpmiddel voor verpleegkundigen en verzorgenden, die zieken en bejaarden in bed wassen. Een uitbreiding op het washandje is het douchedoekje, waarmee ook de rug gewassen kan worden. Ook zijn er speciale sponsen die onder de douche of in bad kunnen worden gebruikt, eventueel in combinatie met een douchegel. 
In geval van kneuzingen en verwondingen kan een washandje worden gevuld met ijs, zodat het als kompres kan worden gebruikt.
Van het washandje wordt gezegd dat het typisch Nederlands zou zijn, maar het komt ook zeker in Duitsland, België, Zuid-Afrika, Frankrijk, Hongarije, Suriname en Iran voor. In de rest van de wereld worden vooral waslappen gebruikt.